# ناحیه آلبا، شهرستان هنری، ایلینوی
ناحیه آلبا (به انگلیسی: Alba Township) یک منطقهٔ مسکونی در ایالات متحده آمریکا است که در شهرستان هنری، ایلینوی واقع شده‌است. ناحیه آلبا ۱۹۵ متر بالاتر از سطح دریا واقع شده‌است.